# Tehtaan kenttä
Het Tehtaan kenttä is een multifunctioneel stadion in Valkeakoski, een plaats in Finland. 
De bijnaam van het stadion is 'Tetis'. In het stadion is plaats voor 5.000 toeschouwers, waarvan ruim 3.000 zitplekken. Het stadion werd geopend in 1934.
Het stadion wordt vooral gebruikt voor voetbalwedstrijden, de voetbalclub FC Haka Valkeakoski maakt gebruik van dit stadion. Dit stadion werd ook gebruikt voor wedstrijden op het Europees kampioenschap voetbal onder 18 van 2001. Er werden drie groepswedstrijden gespeeld.